# Rot (St. Leon-Rot)

Wappen von Rot

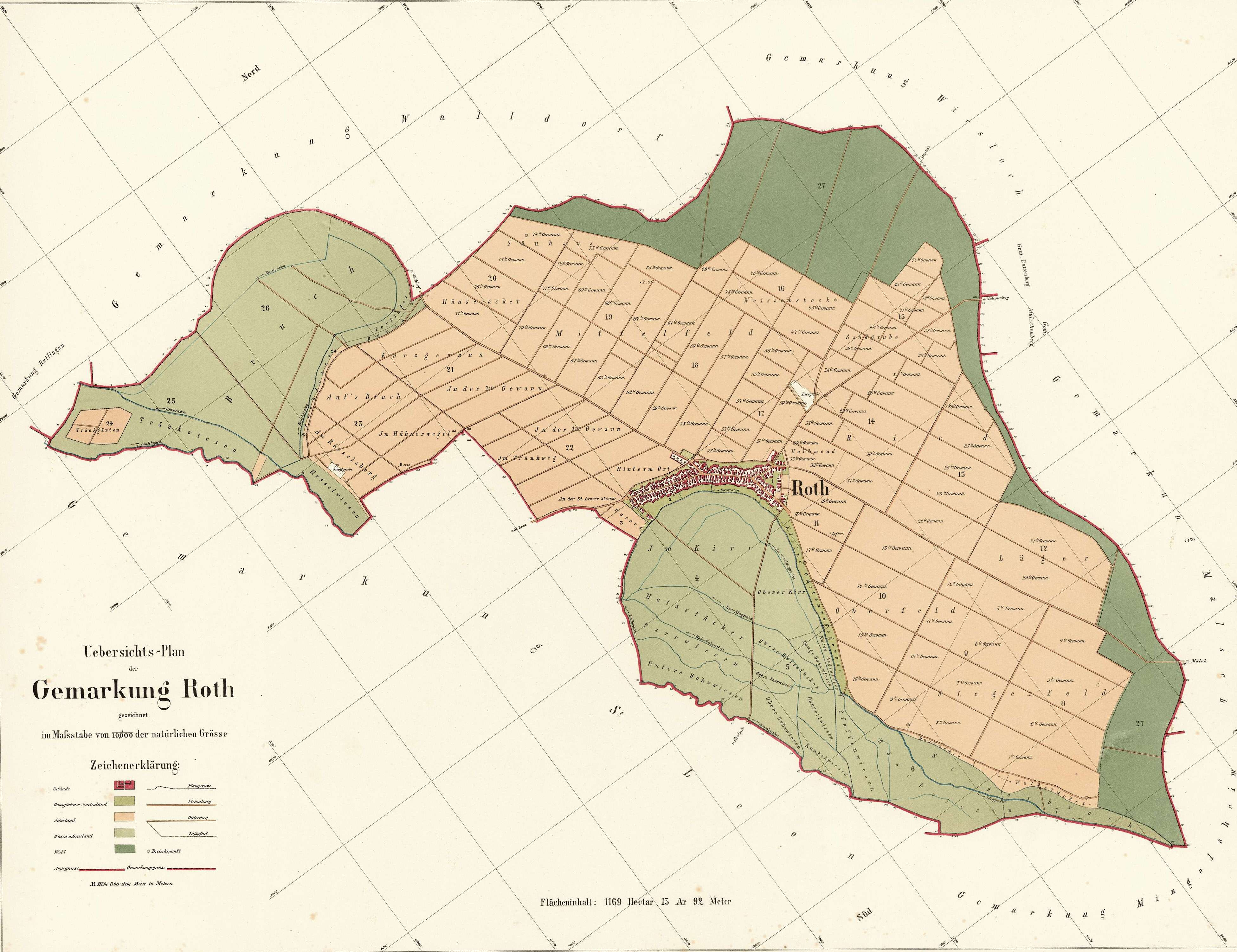
Gemarkung Rot, Stand 1875

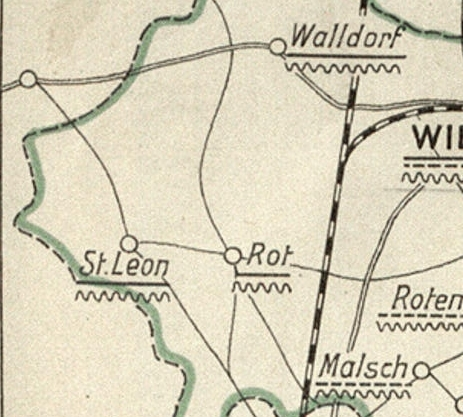
Kulturdenkmale in St. Leon und Rot (1909)

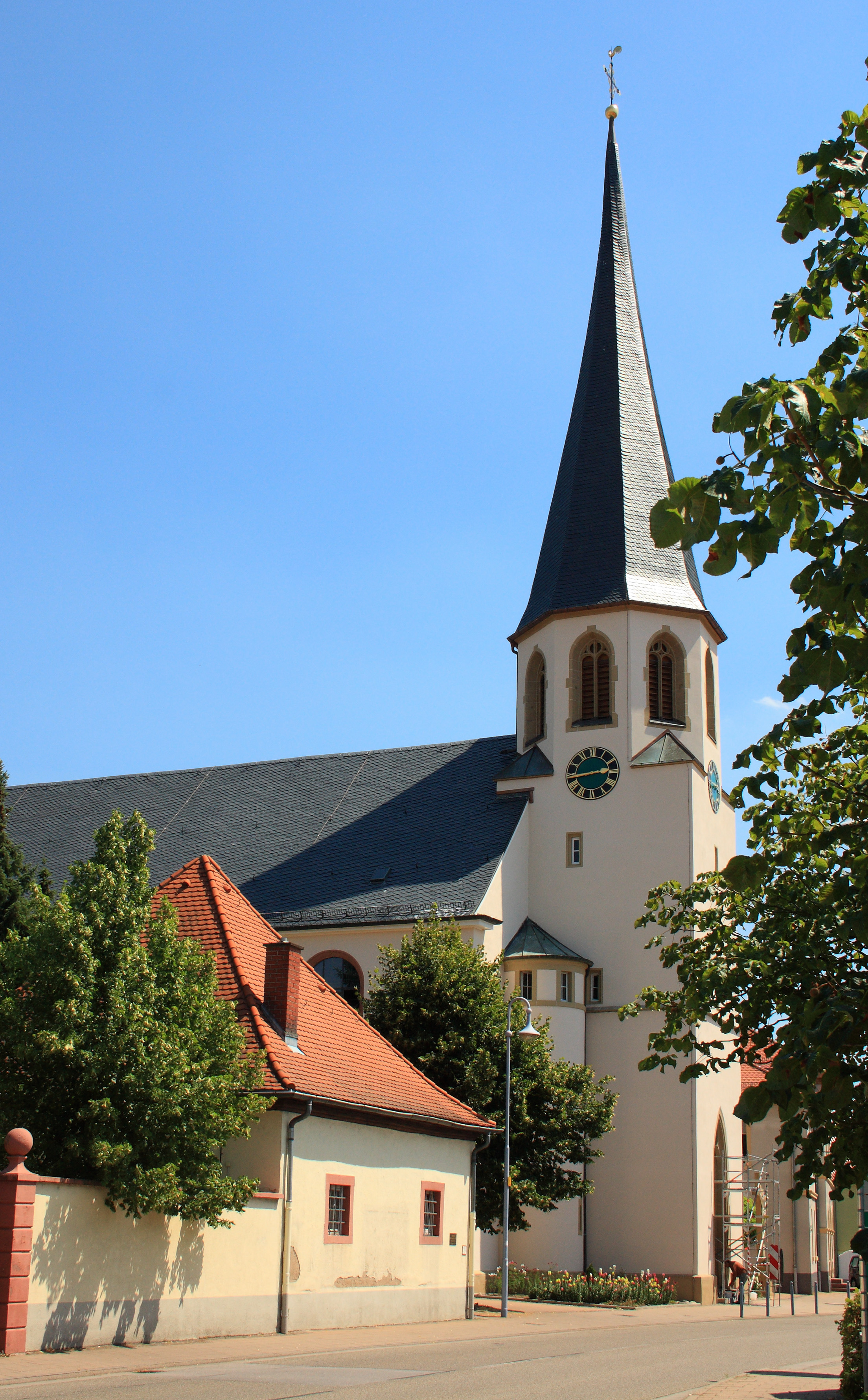
Katholische Kirche von Rot

Rot ist eine Ortschaft im Nordwesten von Baden-Württemberg. Es bildet heute den östlichen Teil der Gemeinde St. Leon-Rot im Rhein-Neckar-Kreis.

## Geographie
Rot liegt im Osten der Oberrheinischen Tiefebene am Hochufer im Norden der Niederung des Kraichbaches. Sie ist weitgehend trockengefallen und wird südlich des Ortes vom Kirrgraben durchflossen. Die Umgebung von Rot ist weitgehend flach.
Benachbarte Gemeinden und Gemarkungen (auch ehemalige) sind, beginnend im Nordosten und dann im Uhrzeigersinne, Wiesloch, Rauenberg, Malschenberg, Malsch, Bad Mingolsheim, St. Leon, Reilingen und Walldorf.

## Geschichte
Rot bildet einen Ausbauort des hohen Mittelalters. 1284 wurde es urkundlich erstmals erwähnt als Rode, was sich auf eine Rodung in der Lußhardt bezieht. Ursprünglich ein regelmäßiges Straßendorf, vergrößerte sich der Ort ab dem 19. Jahrhundert im Norden und Nordwesten in rechtwinkliger Form. In jüngerer Zeit kamen Neubaugebiete im Westen und Südosten hinzu.

## Verwaltungszugehörigkeit
Rot gehörte zum Gebiet des Speyerer Hochstifts, wo es zum Amt Kislau, ab 1771 zum Amt Philippsburg zählte. Mit der Auflösung des Hochstifts 1803 fiel es an Baden.
In den ersten Jahren kam es dort zu einem mehrfachen Wechsel. Das speyrische Amt Philippsburg wurde zunächst der Landvogtei Michelsberg unterstellt. Sie wurde 1807 aufgelöst, das Bezirksamt Philippsburg wurde eigenständig. Es existierte bis 1864, dann kamen die meisten der Orte zum Bezirksamt Bruchsal. Lediglich Rot und St. Leon wurden dem Bezirksamt Wiesloch zugeteilt. Es wurde 1938 aufgelöst, Rot dem Bezirksamt Heidelberg zugewiesen. Aus diesem ging 1939 der gleichnamige Landkreis hervor.

## Gemeinde
Rot hatte früher eine eigenständige Gemeinde gebildet, 1757 gehörte ihr ein Platz bei der Kirche, auf dem sie ein Rathaus und eine Schule errichten ließ. Das Rathaus wurde später mehrfach erweitert. Anfang 1974 wurde Rot mit St. Leon zu einer Gemeinde zusammengeschlossen.

## Verkehr
Durch Rot verläuft die Landesstraße 546, die Neulußheim im Westen mit Hoffenheim im Osten verbindet. Zwei weitere Landesstraßen beginnen in Rot. Diese sind die L 598, die in nördlicher Richtung nach Heidelberg führt, sowie die kurze L 628, die bei Frauenweiler im Nordosten endet.
Gemeinsam mit Malsch hat Rot hat einen Bahnhof an der Bahnstrecke Mannheim–Basel, die, in diesem Abschnitt, Heidelberg über Bruchsal mit Karlsruhe verbindet.

## Religiöses
In Rot steht die katholische Kirche unter Denkmalschutz.